# Cliff Griffith
Clifton Reign Griffith, detto Cliff (Nineveh, 6 febbraio 1916 – Rochester, 23 gennaio 1996), è stato un pilota automobilistico statunitense.
Corse nella serie Champ Car tra il 1950 ed il 1964.
Tra il 1950 e il 1960 la 500 Miglia di Indianapolis faceva parte del Campionato Mondiale, per questo motivo Griffith ha all'attivo anche quattro Gran Premi in Formula 1.
Griffith muore nel 1996 è stato sepolto nel cimitero IOOF di Rochester, Indiana.

## Risultati in Formula 1
| 1950 | Scuderia     | Vettura |  |  |    |  |  |  |  |  |  | Punti | Pos. |
| ---- | ------------ | ------- |  |  | -- |  |  |  |  |  |  | ----- | ---- |
| 1950 | Tom Sarafoff | Miller  |  |  | NQ |  |  |  |  |  |  | 0     |      |

| 1951 | Scuderia      | Vettura           |  |     |  |  |  |  |  |  |  | Punti | Pos. |
| ---- | ------------- | ----------------- |  | --- |  |  |  |  |  |  |  | ----- | ---- |
| 1951 | Ludson Morris | Kurtis Kraft 2000 |  | Rit |  |  |  |  |  |  |  | 0     |      |

| 1952 | Scuderia     | Vettura           |  |   |  |  |  |  |  |  |  | Punti | Pos. |
| ---- | ------------ | ----------------- |  | - |  |  |  |  |  |  |  | ----- | ---- |
| 1952 | Tom Sarafoff | Kurtis Kraft 2000 |  | 9 |  |  |  |  |  |  |  | 0     |      |

| 1953 | Scuderia         | Vettura           |  |    |  |  |  |  |  |  |  | Punti | Pos. |
| ---- | ---------------- | ----------------- |  | -- |  |  |  |  |  |  |  | ----- | ---- |
| 1953 | Bardahl/Ed Walsh | Kurtis Kraft 500B |  | NQ |  |  |  |  |  |  |  | 0     |      |

| 1954 | Scuderia     | Vettura           |  |    |  |  |  |  |  |  |  | Punti | Pos. |
| ---- | ------------ | ----------------- |  | -- |  |  |  |  |  |  |  | ----- | ---- |
| 1954 | Tom Sarafoff | Kurtis Kraft 2000 |  | NQ |  |  |  |  |  |  |  | 0     |      |

| 1956 | Scuderia    | Vettura |  |  |    |  |  |  |  |  |  | Punti | Pos. |
| ---- | ----------- | ------- |  |  | -- |  |  |  |  |  |  | ----- | ---- |
| 1956 | Jim Robbins | Stevens |  |  | 10 |  |  |  |  |  |  | 0     |      |

| 1957 | Scuderia  | Vettura           |  |  |    |  |  |  |  |  |  | Punti | Pos. |
| ---- | --------- | ----------------- |  |  | -- |  |  |  |  |  |  | ----- | ---- |
| 1957 | Seal Line | Kurtis Kraft 500G |  |  | NQ |  |  |  |  |  |  | 0     |      |

| Legenda | 1º posto     | 2º posto | 3º posto    | A punti         | Senza punti/Non class.  | Grassetto – Pole position Corsivo – Giro più veloce |
| Legenda | Squalificato | Ritirato | Non partito | Non qualificato | Solo prove/Terzo pilota | Grassetto – Pole position Corsivo – Giro più veloce |